# Sociální zabezpečení
Sociální zabezpečení je systém, který se snaží zajistit sociální stabilitu, přiměřenou a minimální úroveň služeb a sociální suverenitu. Snaží se pomoci lidem, kteří čelí různým hrozbám nebo jsou v mimořádné životní situaci. Tento systém vznikl v závislosti na měnících se životních podmínkách. S těmito změnami se pojí sociální rizika, která ovlivňují život každého člověka. Společnost se snaží tyto vlivy a jiné následky odstraňovat pomocí sociálního zabezpečení, které je součástí politiky a jedná se o prostředek k uskutečňování jejích úkolů a cílů. Jedná se o soubor institucí, zařízení a opatření, s nimiž se předchází sociálnímu vyloučení a sociálním událostem. Sociální zabezpečení se v různých zemích odlišuje charakterem, formou, cíli i náplní, vymezením okruhu událostí. 

## Vymezení sociálního zabezpečení
Pojem „sociální zabezpečení“ je často nahrazován jinými pojmy, jako je sociální péče, sociální ochrana, sociální inkluze, sociální pomoc, sociální politika, sociální služby a sociální práce, přičemž mnohé z těchto pojmů se svými charakteristikami a rysy překrývají.
V užším pojetí se sociální zabezpečení zabývá převážně důchodovým pojištěním, v širším pak těmito tématy:
- péče o zdraví
- zabezpečení při dočasné pracovní neschopnosti pro nemoc nebo úraz
- zabezpečení matek v případě těhotenství a mateřství
- pomoc při výchově dětí v rodině,
- zabezpečení při invaliditě
- zabezpečení ve stáří
- zabezpečení rodinných příslušníků a pozůstalých
- zabezpečení v nezaměstnanosti [2]

## Základní faktory ovlivňující sociální zabezpečení
Tento koncept je podmíněn historickým vývojem, národní tradicí a také jinými faktory, které na sebe navazují a ovlivňují se:
- Ekonomický faktor - sociální zabezpečení velice ovlivňuje velikost a dynamika vytvořených zdrojů. Ekonomický problém se zaznamenává v ekonomickém růstu, který má dopady z části na nezaměstnanost, vzrůst chudoby, životní náklady a další negativní jevy spojené s ním. Závislost sociálního zabezpečení je také schopnost regulovat cenovou a mzdovou dynamiku. Velkou roli zde také hraje vývoj zaměstnanosti, která ovlivňuje několik částí ze sociálního zabezpečení. Je ovlivněn také podmínkami zaměstnanosti neekonomického faktoru, jako jsou například matky s malými dětmi.
- Společensko-politický faktor - utváří ho hlavně historický vývoj. Prostředí revoluce, programová východiska vládnoucích tříd a stran s ideály. Důležitý faktor zde hraje volební období s klíčovými programy stran. Zde patří nejvýznamnějším mezinárodní vlivy - Evropská sociální charta,Evropská unie.
- Demografický faktor - jedná se o faktor, který se zabývá procesem stárnutí populace. Největší vliv má zdravotní stav obyvatelstva.[3]

## Pilíře sociálního zabezpečení
Sociální zabezpečení je obvykle rozděleno do více částí. Hlavní části jsou:
- 1. pilíř
  - Sociální pojištění je povinný finanční systém, zajištující občana pro budoucí sociální událost (např. z důvodu nemoci, starobního důchodu,ošetření člena rodiny,atd.)
- 2. pilíř
  - Státní sociální podpora stát se podílí na krytí, na výživu a základní osobní potřeby dětí a rodin. Řízení o dávku je zahájeno na základě písemné žádosti oprávněné osoby na oddělení státní sociální podpory.
- 3. pilíř
  - Sociální pomoc
  - Pomoc v hmotné nouzi je poskytována občanům v hmotné nouzi k uspokojení jejich základních potřeb v nezbytném rozsahu.

## Sociální zabezpečení v Česku
Česká republika má svůj vlastní systém sociálního zabezpečení.

## Sociální zabezpečení v mezinárodním kontextu
- Lidská práva - jejich vývoj byl velice dlouhý a jejich kořeny se objevují jíž v sumerských a babylonských městských státech. Velký zlom však znamenal novověk, kdy nastoupily nové směry v politice, ekonomice a filozofii. V této době, se lidská práva začala ukotvovat v písemné formě pomocí autorů jako byli Thomas Hobbes nebo John Locke. Lidská práva dělíme do tří základních kategorií. Negativní práva, která tvoří první generaci lidských práv. Druhá generace zahrnuje práva pozitivní – hospodářská, sociální a kulturní. Třetí generace tvoří práva kolektivní. Lidská práva jsou univerzální, jsou pro každého člověka, platí všude bez jakékoliv diskriminace. Jsou rovná, cože se vyjadřuje v zákazu diskriminace z důvodů pohlaví, rasy, barvy pleti, jazyka, víry a náboženství, politického či jiného smýšlení atd. Patří sem nezcizitelnost, nezadatelnost, nepromlčitelnost a také nezrušitelnost lidských práv.

- Organizace spojených národů vznikla v roce 1945 a má za úkol podporovat a posilovat úctu k lidským právům a základním svobodám pro všechny. Přiznává každému nárok na sociální zabezpečení a aby mu byla ze strany státu zajištěna hospodářská, sociální a kulturní práva nezbytná k jeho důstojnosti a svobodnému rozvoji jeho osobnosti. Roku 1966 Valné shromáždění přijalo Mezinárodní pakt o občanských a politických právech a Mezinárodní pakt o hospodářských, sociálních a kulturních právech. K dalším dokumentům OSN majícím význam pro sociální zabezpečení patří Úmluva o právech dítěte.

- Světová zdravotnická organizace vznikla v rámci OSN v roce 1948. Hlavním cílem je podpora a spolupráce v oblasti zdravotnictví, realizace programů a úplné odstranění některých nemocí a celkové zlepšení kvality lidského života.

- Mezinárodní organizace práce byla založena roku 1919 a její stanovy tvořily součást Versailleské smlouvy. Byl prvním přidruženým orgánem OSN. Tato organizace se zabývá ochranou lidských práv v oblasti pracovních podmínek zaměstnanců a jejich ochrany práv. Usiluje o spravedlivý přístup v pracovním prostředí. Také se angažuj v oblasti školení zaměstnanců, vzdělání a výzkumu. Na úrovni Mezinárodní organizace práce byla přijata řada mezinárodních úmluv, mezi které patří mimo jiné následující:
  - Úmluva č. 102 o minimálních standardech v sociálním zabezpečení,
  - Úmluva č. 103 o ochraně mateřství,
  - Úmluva č. 118 o rovném zacházení s cizinci jako s vlastními občany v sociálním zabezpečení,
  - Úmluva č. 128 o invalidních, starobních a pozůstalostních dávkách,
  - Úmluva č. 130 o zdravotní péči a dávkách v nemoci a
  - Úmluva č. 157 o zřízení mezinárodního systému pro zachování práv v sociálním zabezpečení.

- Dětský fond OSN (UNICEF), byl založen roku 1948 původně jako Mezinárodní dětský fond neodkladné pomoci. Od roku 1953 je součástí OSN se sídlem v New Yorku. Jeho cílem je především celosvětově se zabývat ochranou a zlepšováním životních podmínek děti a jejich rozvojem.

- Rada Evropy - byla založena roku 1949, sídlí ve Štrasburku a v současné době se v ní sdružuje 47 států. Cílem této organizace je zlepšení životních podmínek obyvatel členských států, ochrana lidských práv a základních svobod a upevňování principů parlamentní demokracie a zákonnosti. K činnostem Rady Evropy patří přijímaní konvencí (úmluv), rezolucí a doporučení. Klíčovými dokumenty přijatými Radou Evropy jsou Úmluva o ochraně lidských práv a základních svobod, Evropská sociální charta, Evropský zákoník sociálního zabezpečení, Evropská úmluva o sociálním zabezpečení. Kontrolní orgán Evropské úmluvy o lidských právech je Evropský soud pro lidská práva. Každý členský stát je v něm zastoupen jedním soudcem.

- Evropská unie - vznikla 1. listopadu 1993. V současné době (2024) má 27 členů.[4]